# Cabane du Vélan
La Cabane du Vélan (2.646 m s.l.m.) è un rifugio alpino situato nel comune di Bourg-Saint-Pierre (Canton Vallese) nelle Alpi Pennine.

## Caratteristiche e informazioni

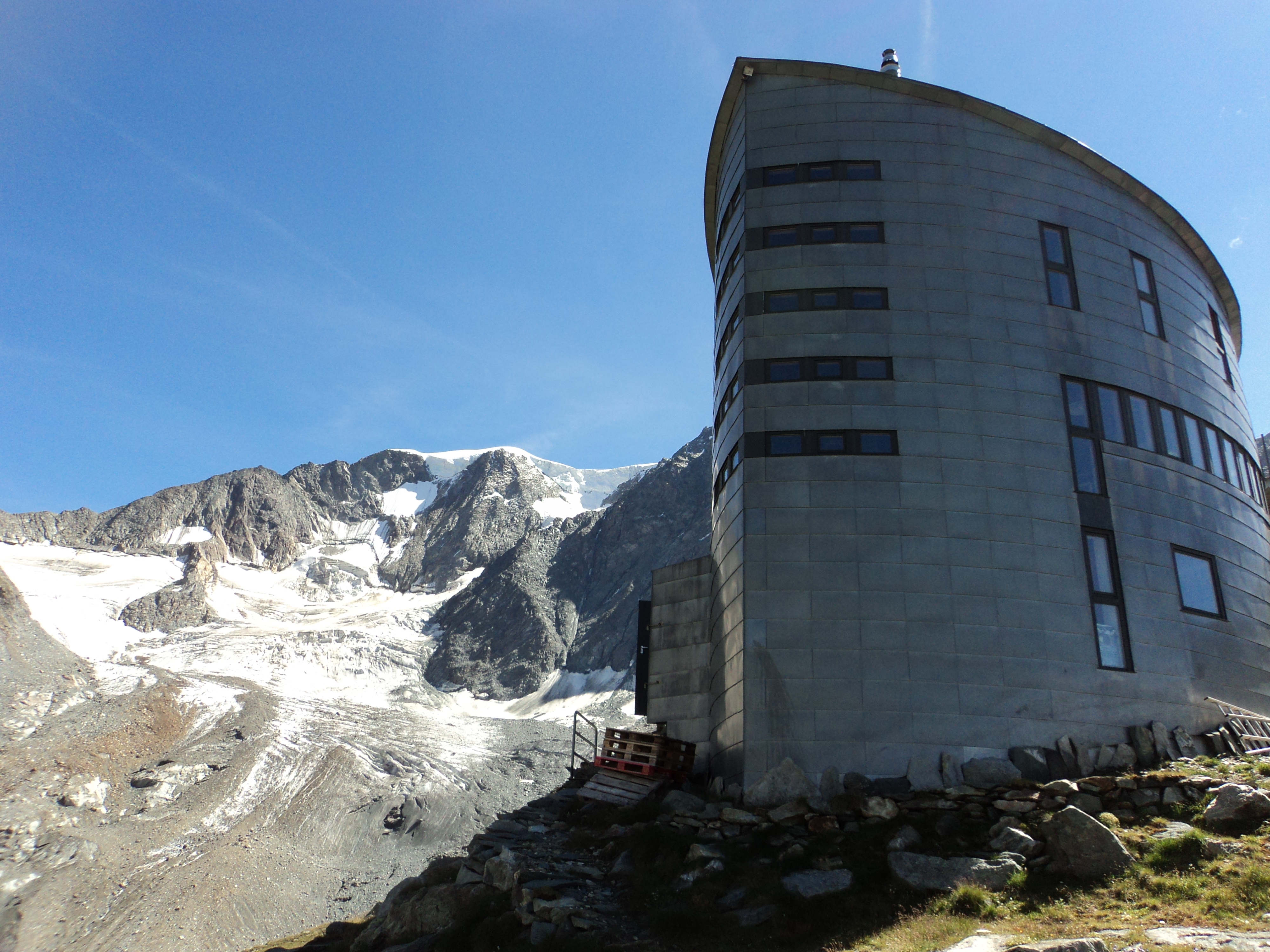
Il rifugio con in fianco il ghiacciaio di Tseudet ed in alto la calotta sommitale del monte Vélan.

Il rifugio è collocato in una valle laterale della Val d'Entremont a nord del Monte Vélan.

## Accessi
Da Bourg-Saint-Pierre il rifugio è raggiungibile in tre/quattro ore.

## Ascensioni
- Monte Vélan - 3.731 m

## Traversate
- Cabane de Valsorey - 3.030 m